# Chilobrachys andersoni
Chilobrachys andersoni är en spindelart som först beskrevs av Pocock 1895.  Chilobrachys andersoni ingår i släktet Chilobrachys och familjen fågelspindlar. Inga underarter finns listade i Catalogue of Life.